# Reinhold Drescher
Reinhold Drescher (* 13. März 1874 in Södrich, Landkreis Hirschberg im Riesengebirge; † 6. März 1960 in Berlin) war ein deutscher Gewerkschafter und Politiker (SPD).

## Leben
Reinhold Drescher wurde als Sohn eines Kleinbauern geboren. Nach dem Besuch der Volksschule absolvierte er eine Lehre als Former und arbeitete im Anschluss in seinem erlernten Beruf. Daneben besuchte er die Fortbildungsschule und bildete sich durch ein Selbststudium weiter. Er trat 1895 in die SPD ein, wurde im gleichen Jahr Gewerkschaftsmitglied und war seit 1897 Mitglied der Agitationskommission der deutschen Former. In den folgenden Jahren nahm er an zahlreichen Gewerkschaftskongressen teil, wirkte von 1903 bis 1906 als Berichterstatter für die Dresdener Volkszeitung und wurde im April 1906 Parteisekretär für den SPD-Bezirk Halle-Merseburg mit Sitz in Halle (Saale). 1914 wurde er Aufsichtsratsmitglied des Konsumvereins in Halle. Außerdem nahm er als Soldat am Ersten Weltkrieg teil.
Drescher war seit 1919 Mitglied des zentralen Parteiausschusses der SPD und von 1924 bis 1933 Gauleiter des Reichsbanners Schwarz-Rot-Gold für Halle-Merseburg. 1921 wurde er als Abgeordneter in den Preußischen Landtag gewählt, dem er bis 1933 angehörte. Nach der Machtübernahme der Nationalsozialisten 1933 und dem Verbot der SPD musste er seine Tätigkeit als Bezirksparteisekretär aufgeben. Im Mai 1933 wurde er für kurze Zeit in „Schutzhaft“ genommen.
Nach dem Zweiten Weltkrieg war Drescher von 1945 bis 1946 wieder für die SPD in Halle tätig. 1958 floh er aus der SBZ und siedelte nach West-Berlin über.